# محمدعلی دزدار

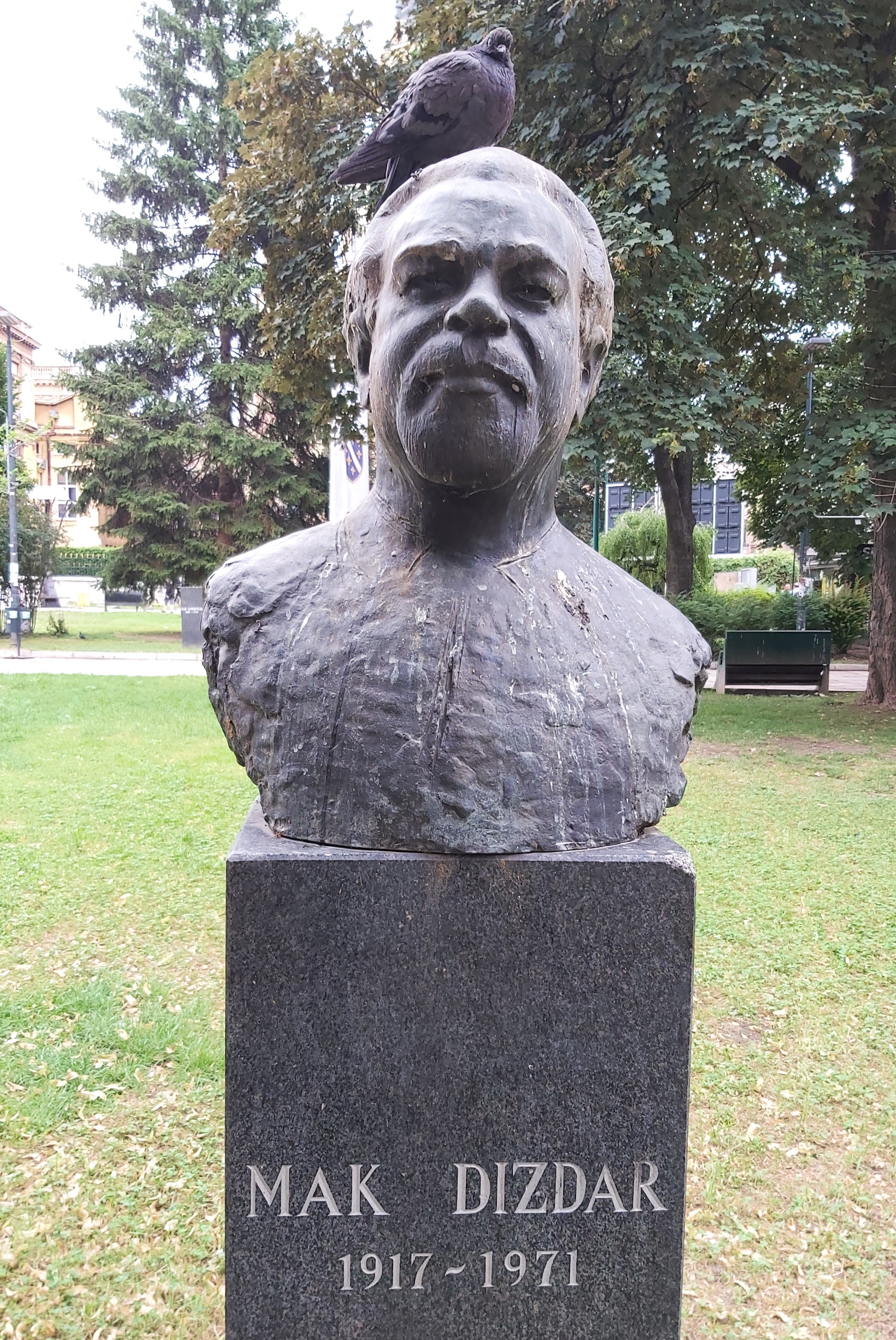

محمدعلی ماک دزدار، معروف به ماک دزدار (بوسنیایی: Mehmedalija Mak Dizdar؛ ۱۷ اکتبر ۱۹۱۷ – ۱۴ ژوئیهٔ ۱۹۷۱) یک شاعر، و نویسنده اهل بوسنی بود. در سروده‌های او فرهنگ مسیحی بوسنی، تصوف اسلامی، و بازمانده‌های فرهنگ قرون وسطایی بوسنی، به‌ویژه سنگ‌های ایستا (استچاک) ترکیب یافته‌اند. آثار او، سنگ‌خواب، و رودخانه آبی را مهم‌ترین دستاوردهای شعر بوسنی-هرزگوین در سده بیستم دانسته‌اند.
دِزدار (دژدار) واژه‌ای فارسی به معنای محافظ قلعه است که در زبان ترکی عثمانی به عاریت گرفته شده و در مناطق تحت چیرگی عثمانی ازجمله در بوسنی استفاده می‌شود.